# 台灣新電影
台灣新電影為1982年至1987年，由台灣新生代電影工作者及電影導演所發起之電影改革運動。電影主要呈現寫實風格，其題材貼近現實社會，回顧民眾的真實生活，由於形式新穎、風格獨特，促成了台灣電影的新風貌。

## 歷史

### 前史

#### 政治宣傳（1945年至1960年）
1945年8月15日，日本無條件投降，台灣光復，中華民國國民政府(簡稱國府)接管後廢止皇民化日語，開始推行國語。1949年國共內戰，中國共產黨攻佔大陸，國府撤退台灣。
1950年代，為達至配合政府政治策略的要求，「三大公營片廠」（台灣省電影製片廠、中國電影製片廠、農業教育電影公司）陸續調整架構，然後，國府再透過相關法律與意識形態的管制，全面進行對電影的管理（鄭玩香，2001年，21－29頁）。此時期，台灣電影配合「反共抗俄」的政治路線，成為政治宣傳的工具，創作內容單調。當時在「國共對峙」與「美蘇冷戰」的特殊情況下，在地民眾在鬱悶的局勢中，找到了引起本土共鳴的電影文化，即台語電影。

#### 創新制作（1960年至1978年）
1960年代，台灣海峽情勢略趨穩定，整體社會氣氛比以往也略為輕鬆，加上美國駐軍支援，台灣開始穩定發展。1963年3月，中央電影公司新任總經理龔弘提出「健康寫實」的電影製作路線，以及歐美寫實電影的拍攝風格，但要避免暴露社會黑暗面以免違反政府審查，這特意「隱惡揚善」的作品，受市場的歡迎。這番創舉帶動了台灣電影的製作水準，也開拓了電影輸往東南亞等海外華人市場。
此外，依據華語言情小說作家瓊瑤的作品改編製作的系列電影，大量導入新興的男女愛情元素，擴展了台灣電影的視野。在這時期，國語電影如雨後春筍般快速興起，擠壓了台語電影市場，使其走向沒落。
1970年代，在當時擔任行政院院長的蔣經國之主導下，國府進行「十大建設」，加速台灣經濟發展。此後，台灣社會開始從農業社會轉形為工業社會，民眾的經濟變得寬裕，電影消費開始回應社會需求，湧現愛國電影、愛情電影、武俠電影、功夫電影及喜劇電影等主流作品，成為民眾重要的娛樂消費項目。
但之後，這些作品由於創新內容有限，消費者不再青睞，加上陸續輸入美國電影和香港電影，更令台灣電影雪上加霜，幾乎全面跌入谷底。

#### 電影改革（1978年至1982年）
1978年6月，中央電影公司(中影)總經理明驥重新調整製片的規劃方向，訂定了「加強政令宣傳、促進海內外影人合作」的作品目標。
1980年，行政院新聞局開始從事提高台灣電影藝術性與國際性的工作，指定中影公司以電影改革為出發點，進行一連串人事變更：聘請小野為中央電影公司製片企劃部副經理兼企劃組長，聘任新生代編劇吳念真擔任創作。
從此，台灣電影逐漸擺脫傳統的創作風格，劇情取材更為貼近真實的社會現況，開始選用非明星級演員或非職業演員，採取自然寫實的拍攝方式，建立新的電影形式及電影語言。

### 新電影（1982年至1987年）
1982年，中央電影公司在楊德昌、柯一正和張毅等三位新生代導演的參與，共同合作構想小成本電影的拍攝，再經由明驥及小野的努力之下（李道明，2001年，41—51頁），拍成四段式集錦電影《光陰的故事》。本片開啟了解析社會真實現象，並關懷大眾現實生活和共同記憶，因而普遍被認為是台灣新電影的首部作品。該片的創作者均成為後來新電影的重要成員，影片的自然寫實風格與文學表現特質，象徵了「新電影」與「舊電影」之間的差別（盧非易，1998）。
隨後，陳坤厚、侯孝賢、萬仁和王童等台灣新生代電影導演開始根據運動所引起的共鳴，陸續製作合乎期望的寫實作品，掀起了寫實電影的潮流。此時，強調電影的嚴肅性和學術性的藝術電影，亦已逐漸傳入台灣，縱使這些意識未必與「中國影評人協會」的「觀眾電影」理念雷同（張世倫，2001）。
1983年，三位新生代導演執導的三段式集錦電影《兒子的大玩偶》，因上映前的「削蘋果事件」而引起過輿論界一陣批評聲浪，事件普遍被視為「新電影」與「舊電影」、以及「新生代導演」與「中國影評人協會」的一場意識形態之爭。前者，把爭議搬上輿論空間，尋求仲裁；後者，則利用黑函提出檢舉，傳達質疑。最終影片逃過了被刪剪的命運，創作理念得以完整保全，為新電影奠定了往後的主題及方向。
但是，由於少數拙劣混跡者的不成熟濫用，部份影片有著過度的自溺情調，因此新電影的品質良莠不齊，新電影漸漸失利於票房，最終迅速消退（盧非易，2003）。台灣新電影是以藝術電影為主軸，香港電影及好萊塢電影則以商業電影為先驅，因而雙方的影評人和支持者在輿論上逐漸壁壘分明，情勢如水火般不容彼此。支持者表達不願扼殺新電影的進步，而反對者進行對新電影的批判。歷經諸多爭論後，「新生代導演」對「中國影評人協會」更是不滿（李幼新，1986，46—48頁）。不過，新電影在當時台灣市場環境影響下雖飽受猛烈批評，票房亦慘遭冷落，但新電影卻是大受國際影展與各國藝術電影市場上的歡迎，榮獲無數獎項。 
1986年11月6日，楊德昌在台北市家中舉行他40歲生日聚會時，發表了「民國七十六年台灣電影宣言」（亦稱為「另一種電影」宣言）的論述，正式表達對當時的電影政策、大眾傳媒和影評體系提出強烈的質疑，其震撼性的言論就如宣告新電影的「死亡」一般。1987年1月24日，該宣言刊登在《中國時報》人間副刊上；另外，亦刊載於《文星月刊》和香港《電影雙週刊》之內。一般而言，這五十位新電影工作者與文化人所草擬發表的「民國七十六年台灣電影宣言」，可以視為新電影的結束，以及追求下一個過程的「另一種電影」的開始（盧非易，2003）。
1987年7月15日，政府宣佈解除長達38年的戒嚴令，允許台灣民眾前往大陸探親，海峽兩岸的政治關係趨於緩和。另外，隨著黨外運動的興起，台灣社會逐漸從壓迫中解放出來，配合黨禁（結社自由）和報禁（新聞自由）的陸續解禁，整體而言，社會已沒有過往般的嚴肅氣氛了。

### 餘波（1988年至1996年）
解嚴後，台灣電影在市場上雖然持續不振，但從新電影出身的導演和編劇，已經將觸角伸向過去禁忌的題材，回顧探討台灣近代歷史與個人記憶（李道明，2001）。
1989年，屬於新電影運動參與者的侯孝賢，憑著《悲情城市》獲得「威尼斯影展」最佳影片「金獅獎」的殊榮，亦是首部榮獲世界級三大影展的台灣電影。影片劇情描述九份地區林氏大戶的家庭成員，從「日治時期」歷經「二戰結束」、「二二八事件」和「白色恐怖」的階段，具體而微地反映台灣近代歷史的記憶，最為令人津津樂道（李道明，2001）。此後，台灣電影在題材創作上，終於達到不受意識形態限制的充分自由，正式邁入多元化時代。

## 台灣電影宣言
正逢電影誕生100週年慶，「法國電影筆記」特將電影史上的重要事件挑選後，集結編輯成書《電光幻影100年》（journées qui ont fait le cinéma），其中的1986年11月6日，便以此宣言為題材。
1986年11月6日晚間，台北市濟南路二段69號的房屋內正舉行聚會……屋主楊德昌先生年約40歲，為台灣最出色的導演之一。這棟住宅甚至也是慶祝的一部份，因為房屋常被商借為電影拍攝的場所，包括他自己的電影《海灘的一天》。
|  | 在民國七十五年、七十六年的交界點上，我們回顧思索近兩年來臺灣電影環境發展的種種跡象，深深感覺到臺灣電影實際上也已經站在轉捩點上。 在這個關鍵的時刻，以下共同簽名的這些人，認為我們有必要緊急表達我們的關心和憂慮；這一篇文字，將大致說明這些人共同部分的立場和意見，也將說明我們對電影政策、電影環境的期望與呼籲。 我們對電影的看法 我們認為，電影可以是一種有意識的創作活動，電影可以是一種藝術形式，電影甚至可以是帶著反省和歷史感的民族文化活動。 但是，我們也知道，電影在更多的時候是一種商業活動，它受生產與消費的各種定律所支配；電影產業因為有著投資風險和獲利能力的雙重性格，使得電影圈中活躍著各形各色的利益團體以及既得利益團體。 上述二者都是常識，知者甚眾〈卻常常忘記〉；我們覺得有必要重申這個基本認識，才能在表達立場和判斷問題的時候，不致忘了根本。 我們認為，屬於商業活動範圍的電影，自有經濟法則的支援與淘汰〈成功的商業電影自票獲得到報償，失敗的商業電影在錯誤的投資中得到教訓〉。這一切，都不勞文化政策的管理單位或知識界的意見領袖來費心。 但是，另一種電影〈那些有創作企圖、有藝術傾向、有文化自覺的電影〉，它們對社會文化的整體貢獻可能更大，而它們能掌握的經濟資源則可能更匱乏；這個時候，文化政策、輿論領域、評論活動才找到他們應該關心、應該支持、應該聲援的對象。 當然，所有的電影創作或生產，都聲稱他們有創作意圖、有藝術成就、有文化自覺；因此，文化政策的管理單位、輿論界的工作者、評論界的專業人士就要負起責任，從創作的成品中觀察，指認出何者是，何者不是。 我們對環境的憂慮 創作與商業之間，政策與評論之間，上述的活動及其平衡本來是一件單純的現象〈如果各組人都扮演好他們的角色〉。但是，就近兩年臺灣電影環境所顯示的跡象來看，我們不得不表達若干嚴重的憂慮；因為，顯然有一些錯誤的觀念或扭曲的力量，使得上述活動無法得到正常的運作；其結果是，臺灣四年來發展出的「另一種電影」的微薄生機，就在此刻顯得奄奄一息了。 我們對電影環境的憂慮，大者有三： 一、我們對政策單位有懷疑 從電影事業融資辦法、七十五年金馬獎、外片配額制度取消後的參展影片獎勵辦法等事實，我們常常對電影政策的管理〈或輔導〉單位很困惑，我們不知道它究竟是一個電影的工業輔導機構，或文化輔導機構，還是一個政治的宣傳機構。 電影政策的管理單位顯然是性格分裂的，它的政策立場從不清楚。它有時候頒獎給《好小子》，獎勵它「拓展海外市場的成功」；它有時候頒獎給《箭瑛大橋》，說它「有益社會教化」；當它主動提出三千萬的資本拍攝政策片時，它拍出了《唐山過臺灣》、《日內瓦的黃昏》及《八二三炮戰》來，相信這些可以做有效的政治宣傳。 從文化政策的觀點看，這些工作都是奇特而不可理解的。但是，這些事實畢章一而再、再而三在我們眼前發生，使我們不得不相信，管理這個社會的文化政策的，可能是從來沒有決心要支持文化活動的機構。 二、我們對大眾傳播有懷疑 臺灣的大眾傳播，對整體社會的改良似乎都懷著監督者、促進者的角色自許；這幾年，它們在政治新聞、消費新聞、環保新聞各方面，都有前瞻的眼光和具體的貢獻。 相形之下，大眾傳播從來沒有把電影活動當做文化活動來看，也沒有打算以專業知識提供一個支持體系〈但在文學、表演藝術方面，大眾傳播卻做了一些事〉。不僅如此，大眾傳播對電影活動明顯地有著「歧視」，它作賤電影的從業人員，把明星的私事醜聞當做頭題新聞，但是電影文化呢？一部在國際影展得獎的影片可能得不到討論或報導的篇幅。 究竟大眾傳播是怎麼樣看待電影活動呢？從現有的內容範圍及其品質，我們不得不懷疑主其事者從來不重視、不關心這一項重要的社會活動；在這個角度看，大眾傳播多年來在這個項目「失職」了。 大眾傳播不關心電影的文化層面，它的從業人員也失去這一部分關照的能力；這兩年，大眾傳播在討論港片、臺片之區別，討論商業電影的改良等問題，流露出知識的匱乏與見解的荒唐，證明長久以來大眾傳播的疏忽已經開始出現強烈的副作用了。 三、我們對評論體系有懷疑 評論體系或評論大眾〈criticizing public〉本來在一個社會扮演帶有強烈道德性目標的角色。它一方面有詮釋的功能，使創作活動的意義得以明朗或伸展；它另一方面又有制衡的功能，避免社會被單一的價值〈如票房、廣告、錯誤的評價〉所支配，提供給資源不足的創作活動另一種社會支持。 但是，近兩年在傳播媒介上出現的評論，卻有一組忘了他們的角色的「評論家」。他們倒過來批評有創作意圖的電影作者，指責他們「把電影玩完了」，指責這樣的電影「悶」；主張臺灣電影向港片看齊、向好萊塢看齊。 這樣的評論的出現，本來不足為奇。荒唐離奇的見解每個時代都有，但當這一類評論與落伍的大眾傳播結合時，成為一股評論的主流，這個評論體系就令人嚴重地擔憂－－我們沒有在評論體系得到平衡，反而偏得更遠了。 失職的評論大眾，扭曲的評論體系，我們又要從那一部門得到平衡呢？ 上述三者，固然是我們對整個電影環境憂慮之大者；其他的憂慮也不是沒有，譬如：全盤商業化的公家電影機構，缺乏人才的電影商業界等等，但如果與上述三者相比，我們又覺得不值一提了。 我們期待的改變與我們自己的決心 我們所期待的改變，當然針對著我們所擔憂的事。這些改變，具體的方案有無數的可能，但原則卻是不變： 第一，我們要有明白表示支持電影文化的電影政策。我們希望，電影政策的管理單位能夠清楚說明他們的方向，他們所欲支持的電影，他們想把臺灣電影帶到什麼地方去。我們希望，政策單位能夠明白，如果他們準備支持民族的自主文化，就必須有決心、有目標、有任事的勇氣。如果電影政策的管理單位決心要支持商業的電影、政治宣傳的電影，它也可以儘管說明，讓所有有意從事文化電影活動的人，趁早對政府機關的支持死了心。 第二，我們希望手中掌著大眾傳播的舵的任事者，注意電影活動的文化層面，注意電影在社會上可能扮演的諸種角色。我們希望大眾傳播把「影劇新聞」和政治新聞、文教新聞放在同樣的地位上，追尋同樣專業的人才，以前瞻的、公益的眼光來對待這一組新聞。 第三，我們誠懇地期望臺灣所有從事電影評論的工作者，反省自己的角色，忠誠地扮演自己在社會中最有意義的角色。在臺灣的電影環境，究竟那一種電影才是評論者應該著力討論的電影？我們也希望指出，評論者永遠要小心成為另一種既得利益者；評論者的價值來自讀者對他的信賴，如果他想到自己的利益，忘了他是別人的「利益」，他就完全失去評論者的條件。讓我們共同進行一種「評論的評論」，把不合格、不誠實的評論者指出來，讓讀者們唾棄他們。 除了我們所期待的改變以外，我們尚在此表達我們的決心。我們相信電影有很多可能的作為，我們要爭取商業電影以外「另一種電影」存在的空間；為了這件事，我們在此簽下我們的名字，不僅在這個宣言上和其他相同意念的人站在一起，也將在未來的時刻，從自己的崗位上繼續支持「另一種電影」。－我們在新舊年度的交界點上、新舊電影的轉捩點上，提出這個宣言，我們渴望得到志同道合的朋友給我們精神上的支援。 邀請簽名名單〈按姓氏筆劃順序〉： 丁亞民 丘彥明 奚 淞 陳純真 詹宏志 小 野 吳正桓 高信疆 陳國富 楊德昌 井迎瑞 吳念真 馬以工 陳傳興 楊憲宏 王小棣 吳靜吉 郭力昕 張 毅 廖慶松 王菲林 林懷民 陶德辰 張昌彥 齊物子 白 羅 卓 明 陶曉清 張照堂 蔣 勳 朱天文 金士傑 黃春明 張華坤 蔡 琴 朱天心 金恒煒 黃建業 曾壯祥 盧非易 李道明 柯一正 陳坤厚 童 娃 賴聲川 杜可風 胡台麗 陳雨航 焦雄屏 杜篤之 侯孝賢 陳映真 萬 仁 - 原載於文星雜誌一○四期，一九八七年二月 |

|                                                            | ……但是，如果1986年11月6日真的是台灣新電影「脫胎換骨」的日子，那麼與會者所立下的這份群體與爭議的宣言，也為他們往後四分五裂的局面揭開序幕。今天，楊德昌很感慨的說那其實是「結束的開始」。 |
| ——引自《電光幻影100年》（journées qui ont fait le cinéma） | |

## 台灣電影貢獻

### 新電影的意義
1998年，第一屆《台北電影節》正式經「台北電影節執行委員會」舉辦，並用主辦單位的名義出版《舊像重遊：台灣電影溯往》（陳國富，1998），將台灣電影「溯往」的「起點」定位在台灣新電影濫觴源頭《兒子的大玩偶》，全因在此之前，沒有一種電影會被稱為「台灣電影」……（陳國富，1998，4頁）。因為，新電影之「前」的台灣電影，常被形容為皆是「兩國政治緊張氛圍及社會轉型期裡人們內心的矛盾……不願面對現實的一昧逃避」。此時，國產影片常被冠上「逃避主義」之污名（陳國富，1998，13頁）。
整本手冊將主題擺放在《兒子的大玩偶》回顧，其視為「新電影」現象乃至「台灣電影」之起點而「溯往」；清楚地對台灣電影史採取「新電影派」的歷史觀念與價值取向；大量提及和強烈批判了當時引發「削蘋果事件」的電影團體「中國影評人協會」。而且，新電影導演萬仁則認為其黑函事件「完全是舊勢力與新勢力的對抗」（陳國富，1998，54－68頁）。

### 新電影的風格
- 貼近台灣民眾生活：提供有別於中國文化的記憶，大量採用本土的台灣文學創作，凝聚起台灣民眾整體向心力，傳達對於生活環境的自省。

- 剖析真實社會現象：創作著眼於生活周遭的事物，重視民眾成長經歷和個人回憶居多，摒棄過往特意「隱惡揚善」的作風，冷峻克制地剖析著每個時代人們所經歷的陣痛，宛如成為台灣歷史發展的代言人。

- 選用非明星級演員：打破電影明星制度，大量採用非明星級演員或非職業演員參與演出，更為貼近市井小民的角色形象，建構一般大眾的生活遭遇，突破性的表達對台灣本土文化的關懷。

- 傳達拍攝風格美學：跳脫過往老舊的工業製作與敘事模式，創造出影像風格以深焦攝影和強調長鏡頭美學，搭配簡潔的劇情敘述方式，兼具有寫實主義及現代主義的風格，亦成為重要的特色標記。

### 新電影的影響
- 提高台灣電影品質：間接排擠品質低劣的作品，強調電影即為藝術的概念，讓台灣電影與世界電影接軌，躋身世界一流國際影展。

- 突破創作題材限制：觸角延伸到過往禁忌題材，挖掘台灣爭議事件和人物，並環顧社會基層結構的變遷，達到不受意識形態限制的自由。

## 主要作品
| 台灣新電影 | 台灣新電影             | 台灣新電影                   | 台灣新電影               |
| 年度       | 電影名稱               | 導演                         | 備註                     |
| ---------- | ---------------------- | ---------------------------- | ------------------------ |
| 1982年     | 《光陰的故事》         | 楊德昌、柯一正、陶德辰、張毅 | 運動源起                 |
| 1982年     | 《在那河畔青草青》     | 侯孝賢                       |                          |
| 1983年     | 《小畢的故事》         | 陳坤厚                       |                          |
| 1983年     | 《兒子的大玩偶》       | 侯孝賢、曾壯祥、萬仁         | 削蘋果事件               |
| 1983年     | 《看海的日子》         | 王童                         |                          |
| 1983年     | 《海灘的一天》         | 楊德昌                       |                          |
| 1983年     | 《風櫃來的人》         | 侯孝賢                       |                          |
| 1983年     | 《竹劍少年》           | 張毅                         |                          |
| 1983年     | 《帶劍的小孩》         | 柯一正                       |                          |
| 1984年     | 《油麻菜籽》           | 萬仁                         |                          |
| 1984年     | 《老莫的第二個春天》   | 李祐寧                       |                          |
| 1984年     | 《玉卿嫂》             | 張毅                         |                          |
| 1984年     | 《》                   | 侯孝賢                       |                          |
| 1984年     | 《策馬入林》           | 王童                         |                          |
| 1984年     | 《霧裡的笛聲》         | 曾壯祥                       |                          |
| 1984年     | 《我愛瑪麗》           | 柯一正                       |                          |
| 1985年     | 《青梅竹馬》           | 楊德昌                       |                          |
| 1985年     | 《童年往事》           | 侯孝賢                       |                          |
| 1985年     | 《我這樣過了一生》     | 張毅                         |                          |
| 1985年     | 《超級市民》           | 萬仁                         |                          |
| 1985年     | 《國四英雄傳》         | 麥大傑                       |                          |
| 1985年     | 《殺夫》               | 曾壯祥                       |                          |
| 1986年     | 《我們都是這樣長大的》 | 柯一正                       |                          |
| 1986年     | 《戀戀風塵》           | 侯孝賢                       | 民國七十六年台灣電影宣言 |
| 1986年     | 《恐怖分子》           | 楊德昌                       |                          |
| 1987年     | 《惜別海岸》           | 萬仁                         |                          |
| 1987年     | 《尼羅河女兒》         | 侯孝賢                       |                          |
| 1987年     | 《桂花巷》             | 陳坤厚                       |                          |
| 1987年     | 《稻草人》             | 王童                         |                          |
| 1988年     | 《老科的最後一個秋天》 | 李祐寧                       |                          |
| 1989年     | 《悲情城市》           | 侯孝賢                       |                          |
| 1989年     | 《香蕉天堂》           | 王童                         |                          |
| 1990年     | 《國中女生》           | 陳國富                       |                          |
| 1991年     | 《牯嶺街少年殺人事件》 | 楊德昌                       |                          |
| 1992年     | 《無言的山丘》         | 王童                         |                          |
| 1993年     | 《戲夢人生》           | 侯孝賢                       |                          |
| 1993年     | 《只要為你活一天》     | 陳國富                       |                          |
| 1994年     | 《獨立時代》           | 楊德昌                       |                          |
| 1994年     | 《多桑》               | 吳念真                       |                          |
| 1995年     | 《我的美麗與哀愁》     | 陳國富                       |                          |
| 1995年     | 《好男好女》           | 侯孝賢                       |                          |
| 1995年     | 《超級大國民》         | 萬仁                         |                          |
| 1996年     | 《麻將》               | 楊德昌                       |                          |
| 1996年     | 《南國再見，南國》     | 侯孝賢                       |                          |
| 1996年     | 《太平．天國》         | 吳念真                       |                          |
| 1997年     | 《藍月》               | 柯一正                       |                          |
| 1998年     | 《海上花》             | 侯孝賢                       |                          |
| 1998年     | 《徵婚啟事》           | 陳國富                       |                          |
| 1998年     | 《超級公民》           | 萬仁                         |                          |
| 2000年     | 《一一》               | 楊德昌                       |                          |